# Gata (Croàcia)
Gata és un poble de Croàcia situat al comtat de Split-Dalmàcia, que pertany al municipi d'Omiš. El 2011 tenia 567 habitants.